# 1578
- Wikisource

| Calendário gregoriano                                                        | 1578 MDLXXVIII                                        |
| Ab urbe condita                                                              | 2331                                                  |
| Calendário arménio                                                           | 1027 – 1028                                           |
| Calendário bahá'í                                                            | -266 – -265                                           |
| Calendário budista                                                           | 2122                                                  |
| Calendário chinês                                                            | 4274 – 4275 Início a 7 de fevereiro (aproximadamente) |
| Calendário copta                                                             | 1294 – 1295                                           |
| Calendário etíope                                                            | 1570 – 1571                                           |
| Calendários hindus - Vikram Samvat - Calendário nacional indiano - Cáli Iuga | 1633 – 1634 1499 – 1500 4678 – 4679                   |
| Calendário Holoceno                                                          | 11578                                                 |
| Calendário islâmico                                                          | 986 – 987                                             |
| Calendário judaico                                                           | 5338 – 5339                                           |
| Calendário persa                                                             | 956 – 957                                             |
| Calendário rúnico                                                            | 1828                                                  |
| Calendário solar tailandês                                                   | 2121                                                  |

1578 (MDLXXVIII, na numeração romana) foi um ano comum do século XVI do Calendário Juliano, da Era de Cristo, e a sua letra dominical foi E (52 semanas), teve início a uma quarta-feira, terminou também a uma quarta-feira.
| Ano completo                        |
| ----------------------------------- |
| Ano comum com início à quarta-feira |

## Eventos
- 2 de Junho – Ataque à ilha das Flores, Açores, por corsários ingleses.
- 4 de Agosto - Batalha de Alcácer-Quibir: o rei de Marrocos derrota o exército português e o rei Sebastião de Portugal é morto, abrindo caminho a uma crise dinástica. O Cardeal D. Henrique vai ser chamado para governador e sucessor do Reino.
- 11 de Agosto - Chega a Lisboa neste dia, ou no dia anterior, a notícia da derrota do exército português na Batalha de Alcácer-Quibir.
- 27 de Agosto - Em Lisboa procede-se à cerimónia da quebra de escudos, assumindo-se publicamente a morte do Rei D. Sebastião de Portugal.
- 28 de Agosto - Em Lisboa, na igreja do Hospital Real de Todos os Santos decorre a cerimónia de aclamação Cardeal D. Henrique como rei de Portugal.
- Nomeação de Rui Gonçalves da Câmara como capitão do donatário da ilha de São Miguel, Açores.
- 28 de Novembro - Confirmação da doação da capitania de Angra a Vasco Anes Corte Real.

## Nascimentos
- 1 de Abril - William Harvey, cientista, descobridor do sistema circulatório do sangue.
- 14 de Abril - Rei Filipe III de Espanha.
- 9 de Setembro - Fernando II, Imperador da Alemanha (m. 1637).
- Beato Diogo de Carvalho, santo jesuíta, mártir português (coimbrão) no Japão (m. 1624).

## Mortes
- 12 de Fevereiro - Catarina de Áustria, rainha de Portugal (n. 1507).
- 4 de Agosto - O Rei D. Sebastião de Portugal, na Batalha de Alcácer-Quibir.
- 4 de Agosto - D. Afonso de Portugal, 2.º conde de Vimioso, na Batalha de Alcácer-Quibir.
- 4 de Agosto - João de Mendonça Furtado, antigo Governador da Índia Portuguesa, na Batalha de Alcácer-Quibir.
- 4 de Agosto - D. Jorge de Lencastre, Duque de Aveiro, na Batalha de Alcácer-Quibir.
- 4 de Agosto - D. Manuel de Meneses, Bispo de Lamego e Coimbra, na Batalha de Alcácer-Quibir.
- 11 de Agosto - Pedro Nunes, astrónomo e matemático português (n. 1502), em Coimbra.